# Piedrahíta de Juarros
Piedrahíta de Juarros es una localidad del municipio burgalés, en la Comunidad Autónoma de Castilla y León (España). 
La iglesia parroquial está dedicada a santa Leocadia.

## Localidades limítrofes
Confina con las siguientes localidades:
- Al norte con Santa María del Invierno.
- Al sureste con Villaescusa la Solana y Villaescusa la Sombría.
- Al suroeste con Barrios de Colina.
- Al oeste con Fresno de Rodilla.
- Al noroeste con Monasterio de Rodilla.

## Demografía
Evolución de la población
| Gráfica de evolución demográfica de Piedrahíta de Juarros entre 2000 y 2017 |
|                                                                             |
| Población de derecho (2000-2017) según el padrón municipal del INE          |

## Historia
Así se describe a Piedrahíta de Juarros en el tomo XIII del Diccionario geográfico-estadístico-histórico de España y sus posesiones de Ultramar, obra impulsada por Pascual Madoz a mediados del siglo XIX:

Lugar con ayuntamiento en la provincia, diócesis, audiencia territorial y capitanía general de Burgos (4 leguas), partido judicial de Briviesca (3). Situado en llano, pero circunvalado de montañas; su clima es frío; reinan los vientos N y O, y las enfermedades que comúnmente se padecen, son las pulmonías. Tiene 24 casas con la consistorial que sirve también de cárcel, 2 fuentes en el término, cuyas aguas son gruesas y de mal gusto por la gran porción de yeso que contiene, y una parroquia matriz (Santa Leocadia), servida por un cura y un sacristán. El término confina N Santa María del Invierno; E Iniestra; S Fresno de Rodilla, y O Villaescusa la Solana. Su terreno en lo general es de 2.ª y 3.ª calidad, siendo surcado por un río llamado Cerratón de Anaya, a causa de nacer en el sitio de este nombre; al E del término se encuentra un monte de corta extensión y poco poblado. Los caminos se hallan en mal estado, y dirigen a Santa María del Invierno, Burgos y a Villafranca Montes de Oca. Correos: se reciben de la capital de provincia por valijero. Producciones: cereales; ganado yeguar, lanar y vacuno; y caza de perdices, liebres y raposos. Industria: la agrícola y un molino harinero de poco valor, propio de la villa. Población: 18 vecinos, 76 almas. Capital productivo: 660.800 reales. Imponible: 69.468. Contribución: 2.344 reales 15 maravedíes.
Diccionario geográfico-estadístico-histórico de España y sus posesiones de Ultramar